# Arxiu Comarcal de la Garrotxa
L'Arxiu Comarcal de la Garrotxa (ACGAX) és la institució que vetlla per la preservació, el tractament arxivístic i la difusió del patrimoni documental de la comarca de la Garrotxa. El 2017 l'arxiu aplegava gairebé 3.500 metres lineals de documentació i compleix la triple funció d'arxiu comarcal, d'arxiu municipal d'Olot i d'arxiu del Consell Comarcal de la Garrotxa. El seu funcionament està basat en un model de cogestió en el qual participen l'Ajuntament d'Olot, el Consell Comarcal de la Garrotxa i la Generalitat de Catalunya. Forma part de la Xarxa d'Arxius Comarcals i del Sistema d'Arxius de Catalunya (SAC).

## Història
L'Arxiu Comarcal de va ser creat el mes de gener de 1983 arran d'un conveni signat entre l'Ajuntament d'Olot i el Departament de Cultura de la Generalitat de Catalunya. Al principi, l'Arxiu estava ubicat provisionalment a la planta baixa de Can Resplandis, un casalot del barri vell de la ciutat d'Olot. La seu oficial, a la planta baixa de l'antic Hospici, al centre d'Olot, s'inaugurà el setembre de 1987. Posteriorment, l'any 2001 l'arxiu es va traslladar a l'ala oest del segon pis del mateix edifici.
L'any 2009, es va signar un conveni de col·laboració entre el Departament de Cultura i Mitjans de Comunicació de la Generalitat de Catalunya, el Consell Comarcal de la Garrotxa i l'Ajuntament d'Olot per a la cogestió de l'Arxiu Comarcal de la Garrotxa. Aquest conveni va implicar la creació d'un arxiu de nova factura, al puig del Roser, també al centre de la ciutat, que es va inaugurar el 16 de març de 2012.

## Edifici
Des de 2012 l'arxiu està ubicat en un edifici obra dels arquitectes Joan i Isabel Rodon, i ocupa una superfície total de 1.735 m². Disposa de quatre dipòsits amb capacitat per acollir 11.500 metres lineals de documentació, a més d'altres d'adequats per als documents audiovisuals i de gran format. També té una sala de treball, una sala de consulta amb setze punts de lectura, una sala de reunions i una sala polivalent de 80 m2 pensada per a presentacions de llibres, exposicions i altres activitats col·lectives. 

## Fons
L'Arxiu Comarcal de la Garrotxa custodia la documentació que ja conservava l'Arxiu Comarcal de la Garrotxa, a més de la documentació inactiva i semiactiva de l'Arxiu Municipal d'Olot i del Consell Comarcal de la Garrotxa. 
Actualment, l'Arxiu conserva 189 fons i col·leccions, de diverses procedències. Cal destacar el fons municipal d'Olot (des del segle xvi), els prop de cinc mil protocols de les diverses notaries del districte d'Olot (des del segle xiii) i diversos fons institucionals, d'associacions, patrimonials, eclesiàstics, d'empreses i de particulars de la comarca. També conserva algunes col·leccions documentals (efímers i cartells) i disposa d'una biblioteca especialitzada en història local i d'una hemeroteca amb 662 capçaleres de la Garrotxa.
D'altra banda, amb la creació del nou arxiu, l'antic Arxiu d'Imatges d'Olot que gestionaven conjuntament l'Arxiu Municipal d'Olot i l'Arxiu Comarcal de la Garrotxa, s'ha transformat en el Servei d'Imatges de l'Arxiu Comarcal de la Garrotxa, amb la voluntat d'ampliar el seu àmbit inicial d'actuació a tota la comarca. Ara com ara, aquest servei gestiona unes 340.000 imatges.

### Quadre de fons
Fons de l'Administració local
- Mancomunitat Intermunicipal de la Garrotxa, 1975-1989
- Consell Comarcal de Muntanya de la Garrotxa, 1983-1988
- Consell Comarcal de la Garrotxa, 1987-2015
- Ajuntament d'Olot, 1206-2015
- Ajuntament de Batet de la Serra, 1745-1971
- Ajuntament de Beuda, 1843-1995
- Ajuntament de Dosquers, 1886-1969
- Ajuntament de Maià de Montcal, 1886-2003
- Ajuntament de Montagut i Oix, 1849-1993
- Ajuntament d'Oix, 1838-1972
- Ajuntament de les Preses, 1716-2001
- Ajuntament de Riudaura, 1593-2000
- Ajuntament de Sant Jaume de Llierca, 1880-1992
- Ajuntament de Sant Salvador de Bianya, 1793-1969
- Ajuntament de la Vall de Bianya, 1849-1999

Fons de l'Administració reial i senyorial
- Corts reials i senyorials, 1503-1599
- Alcaldia Major de Camprodon-Olot, 1792-1810

Fons notarials
- Districte notarial d'Olot, 1248-1915
- Notaries foranes, 1354-1795

Fons judicials
- Jutjat de Primera Instància i Instrucció d'Olot, 1705-1979
- Jutjat del districte d'Olot, 1924-1980
- Jutjat de Pau d'Olot, 1836-1869
- Jutjat de Pau de Batet de la Serra, 1845-1970
- Jutjat de Pau de Dosquers, 1887-1970
- Jutjat de Pau de Maià de Montcal, 1903-1999
- Jutjat de Pau de Montagut i Oix, 1875-1990
- Jutjat de Pau d'Oix, 1842-1973
- Jutjat de Pau de les Preses, 1826-1991
- Jutjat de Pau de Riudaura, 1843-1989
- Jutjat de Pau de Sant Jaume de Llierca, 1864-2003
- Jutjat de Pau de Sant Salvador de Bianya, 1875-1969
- Jutjat de Pau de la Vall de Bianya, 1848-1998
- Comissió arbitral per a la solució dels conflictes derivats dels contractes de conreu del districte d'Olot, 1933-1935

Fons registrals
- Comptadoria d'Hipoteques de Besalú, 1768-1862
- Comptadoria d'Hipoteques d'Olot, 1828-1862
- Registre de la Propietat d'Olot, 1862-1918

Fons d'institucions
- Biblioteca Popular d'Olot - Biblioteca Marià Vayreda, 1918-2004
- Consorci d'Acció Social de la Garrotxa, 1988-2015
- Consorci de Medi Ambient i Salut Pública de la Garrotxa SIGMA, 1989-2011
- Consorci Geriàtric de la Garrotxa, 1989-1997
- Grup Escolar Malagrida, 1932-1972
- Hospital de Sant Jaume d'Olot, 1325-1989
- Museu-Biblioteca Olot, 1905-1989

Fons religiosos
- Adoració Nocturna d'Olot, 1931-1968
- Conferències de Sant Vicenç de Paül - Olot, 1892-1987
- Parròquia de Sant Esteve d'Olot, 1117-1966

Fons d'associacions i fundacions
- Agrupació Comarcal d'Olot del Col·legi de Metges de Girona, 1912-1936
- Agrupació Fotogràfica del Centre Catòlic d'Olot, 1930-1997
- Agrupament Escolta Nostra Dona del Tura, 1946-2000
- AMIPA Escola Verntallat, 1980-2009
- Asociación de Fomento de Olot y su partido, 1875-1885
- Asociación de Música Olot, 1956-1965
- Associació de Música Olot, 1922-1928
- Associació de Secretaris i Empleats Municipals del Partit d'Olot, 1921-1926
- Associació de Veïns del Barri de Sant Miquel, 1978-1990
- Associació Fòrum de Teatre, 1985-2001
- L'Ateneu - Grup de debats adherit a l'Orfeó Popular Olotí, 1990-1996
- Cambra Agrària de Maià de Montcal, 1948-1977
- Cambra Agrària de Montagut i Oix, 1944-1993
- Cambra Agrària de Riudaura, 1930-1994
- Cambra Agrària de la Vall de Bianya, 1930-1994
- Causa Pia de Miquel Març, 1550-1765
- Círculo Tradicionalista de Olot y su Comarca, 1889-1900
- Comissió Premis Ciutat d'Olot, 1969-2001
- Confraria de Sant Esteve d'Olot, 1581-1832
- Creu Roja Assemblea local d'Olot, 1914-1983
- Experiències Cinematogràfiques de l'IB Montsacopa, 1981-1988
- Falange Española Tradicionalista y de las JONS - Montagut i Oix, 1939-1975
- Falange Española Tradicionalista y de las JONS - Olot, 1939-1976
- Falange Española Tradicionalista y de las JONS - les Preses, 1939-1976
- Falange Española Tradicionalista y de las JONS - Riudaura, 1970-1976
- Falange Española Tradicionalista y de las JONS - Sant Jaume de Llierca, 1940-1978
- Garrotxa Solidària, 1993-2000
- Gra de Fajol, 1980-1985
- Hermandad de Medieros de Olot, 1918-1975
- Hermandad de Tejedores de Olot, 1816-1899
- Hermandad Sindical de Labradores y Ganaderos de Batet, 1939-1967
- Institut Olotí de les Arts, les Ciències i les Indústries, 1900-1909
- INTEGRA, 1976-2010
- Monitors Cooperants d'Olot, 1997-2005
- Montepío Cooperativa de San Carlos Borromeo - Olot, 1891-1900
- Olota Stelo, 1910-1916
- Patronato Parroquial Olotense "El Portal", 1958-1991
- Penya Truc i Truc, 1960-1994
- Piscina-Estadi Olot, 1934-1940
- Rialles Olot, 1978-2007
- Sindicato "La Unión Agrícola" de Olot y su Comarca, 1935-1938

Fons comercials i d'empreses
- Alfred Paluzie Lucena, 1865-1914
- Terrisseria Rosau, 1870-1957
- Paper Carlets, 1878-1968
- Fotografía Gotarde, 1890-1953
- Esteve Morer Toronell, 1890-1921
- El Arte Cristiano, 1894-1981
- Sadurní Brunet Pi, 1900-1940
- Industrial Harinera, 1908-1962
- Josep Domènech Güytó, 1911-1934
- Josep Danés Torras, 1915-1955
- Jordi Brunet Forasté, 1915-2013
- Francesc Jaume Coll (Mestres), 1920-1952
- Emeteri Vélez Valls, 1928-1942
- Bòbila Corcoy (de Can Maroto), 1933-1968
- Emili Pujol Planagumà, 1939-1972
- Josep Granés Hostench, 1940-1970
- Joan Antoni Satorre Tomàs, 1955-1971
- Tomàs Capdevila Farjas, 1963-1991
- ¡Arriba España! - La Garrotxa, 1967-1972
- L'Olotí, 1979-1988
- TV Garrotxa, 1983-1992
- Dijous a la bústia, 1986-1996
- A 440 m sobre el nivell del mar, 1995-2006
- elgarrotxi.cat, 2011-2015

Fons patrimonials i familiars
- Família Trincheria, 1177-1960
- Família Casabó, 1178-1987
- Família Oliveras, 1186-1931
- Família Buch, 1211-1969
- Família Casabona, 1254-1938
- Família Garganta, 1270-2000
- Família Bassols, 1271-1940
- Família Blanch, 1285-1955
- Família Cuffí, XVI-1900
- Família Pellicer, 1607-1931
- Família De Roca-Puig, 1886-1985
- Família Jaume, 1908-1952
- Germans Gil i Francesc Vidal Forga, 1920-1970

Fons personals
- Neus Andrés Cros, 1956-1991
- Felip de Baldrich i de Vallgornera, 1762-1804
- Ramon Barnadas Fàbrega, 1926-1981
- Eveli Barnadas Vila, 1907-1940
- Josep Bartolomé Salvador, 1940-1941
- Josep Berga i Boada, 1889-1923
- Josep Berga i Boix, 1852-1914
- Miquel Blay Fàbrega, 1888-1936
- Josep M. Bonet Badia, 1968-2003
- Joan Buch Bosch, 1932-1988
- Ferran Casabó Quer, 1923-2005
- Julio Clavijo Ledesma, 1975-1994
- Josep M. Codinach Bassià, 1999-2016
- Alexandre Cuéllar Bassols, 1913-2005
- Joaquim Danés Torras, 1275-1960
- Joan Daró Julià, 1985-2008
- Jaume Daudí Mercedes, 1940-1969
- Llorenç Escapa Marguí, 1952-1995
- Lluís Espuña Goday, 1940-1960
- Joan Fajula Soler, 1900-1950
- Jaume Gassiot Magret, 1935-1958
- Enric Genoher Xirgo, 1964-1977
- Manuel Grau Monserrat, 1961-1973
- Rafael Henares Yepes, 1952-1980
- Pere Llosas Badia, 1890-1942
- Manuel Malagrida Fontanet, 1864-1946
- Josep M. Melció Pujol, 1860-2012
- Joan Monturiol Danés, 1970-1980
- Àngel Noguera Magrià, 1920-1954
- Francesc Prats Corcellas, 1543-1832
- Leonci Quera Tisner, 1927-1964
- Antoni Rodeja Molas, 1893-1971
- Ramon Rovira Cortacans, 1954-1971
- Lluís Rovira Roca, 1925-1938
- Àlex Sagnier, 2006-2010
- Josep Sala Sibidí, 1950-1974
- Ramon Serrat Roura, 1960-1970
- Agustí Soy Galobardes, 1960-1989
- Jaume Tané Cufí, 1942-2005
- Josep M. Torrent Sacrest, 1955-1958
- Àngel Vila Aulí, 1936-1954
- Josep Vilallonga Corominas, 1895-1925
- Fernando Vilallonga Fàbrega, 1945-1972
- Joan Vilallonga Fàbrega, 1940-1970
- Arcadi Vilanova Pericas, 1961-2002

Col·leccions
- Col·lecció de documents textuals de l'ACGAX, 1448-1995
- Col·lecció de documents efímers de l'ACGAX, XIX-2016
- Col·lecció Joan Casulà Vilanova, 1250-1997
- Col·lecció de sardanes de La Principal de la Garrotxa, XX
- Col·lecció de pergamins de l'ACGAX, 1256-1755
- Col·lecció de pergamins del mas Triesdavall, 1240-1640
- Col·lecció de cartells de l'ACGAX, 1859-2016
- Col·lecció d'imatges de l'ACGAX, 1886-2015
- Col·lecció d'imatges de la Biblioteca Marià Vayreda, 1860-1980
- Col·lecció d'imatges de Convergència i Unió Olot, 1987-1999
- Col·lecció d'imatges de Domènec Moli Serra, 1927-1995
- Col·lecció d'imatges de Fèlix Planagumà Font, 1860-1914
- Col·lecció d'imatges de Josep M. Dou Camps, 1857-1981
- Col·lecció d'imatges de Pere Pagès Soler, 1900-1990
- Col·lecció de punts de llibre de la Garrotxa, 1962-2016

Arxiu de complement
Fons comercials i d'empresa
- Fotografía Gotarde, de Melcior Teixidor Pujol, 1890-1953
- Olot Televisió, 1998-2012

Fons personals
- Àlbum Records d'excursió de Josep M. Dou Camps, 1922-1972

Col·leccions
- Col·lecció d'imatges de l'ACGAX, 1867-2015
- Col·lecció L'Abans, 1888-1965

## Alguns documents

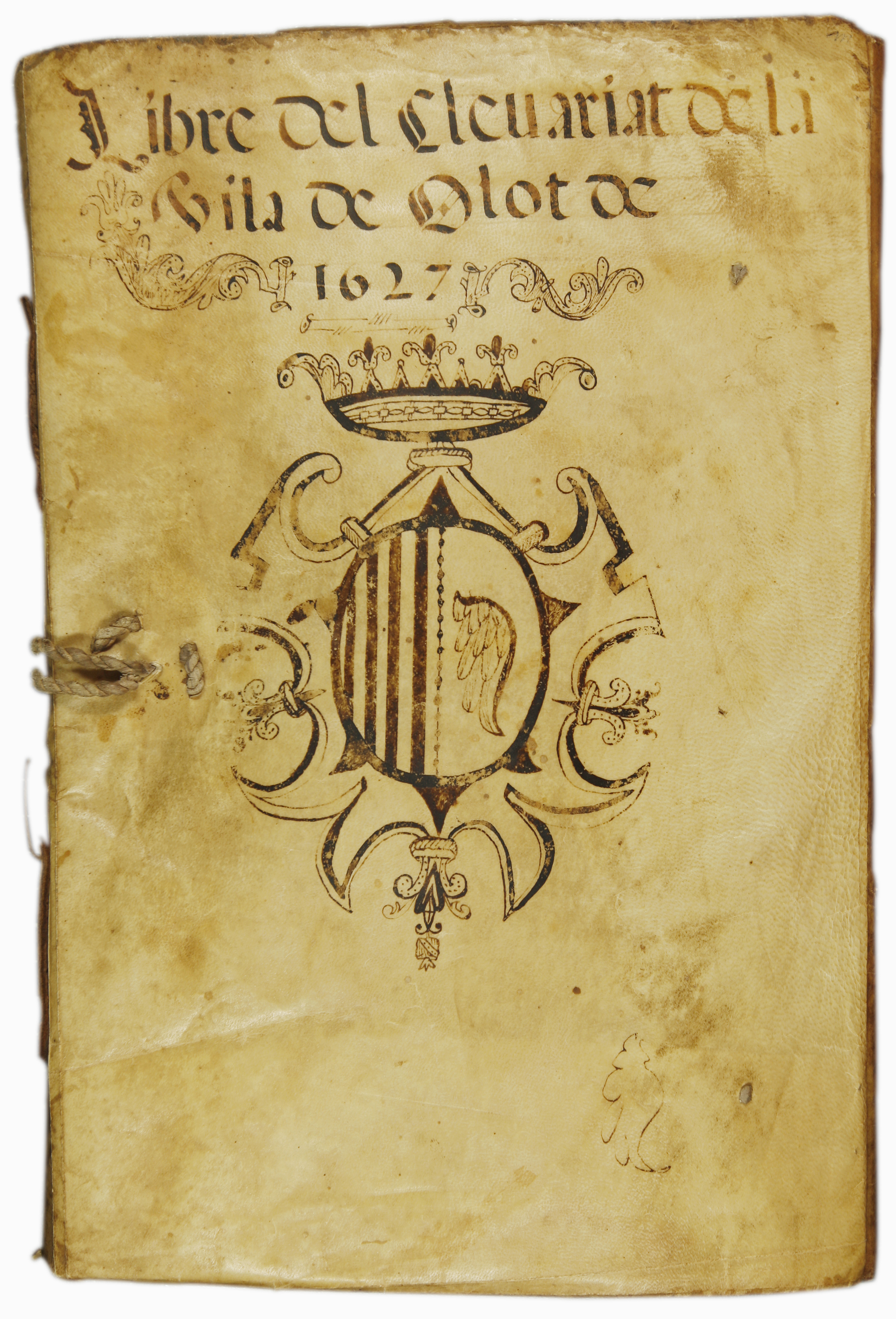
Llibre del clavariat de la vila d'Olot de 1627
El càrrec de clavari va exercir de responsable de les finances municipals des dels orígens del Consolat d'Olot (1399) fins a la reforma municipal de Carles III (1760). Com la resta de càrrecs municipals, era escollit per insaculació entre els individus del principal estament (mercaders, botiguers i notaris). La seva tasca principal consistia en cobrar els preus dels arrendaments d'arbitris i satisfer amb aquests diners les despeses ordinàries (els salaris dels càrrecs i funcionaris, les pensions dels censals, etc.) i extraordinàries (obres urgents, dietes per viatges, etc.). Més de tres segles i mig d'aquesta institució han deixat com a llegat la sèrie de llibres del clavari, constituïda pels seus registres comptables. Inicialment, cada persona designada per al càrrec duia voluntàriament un registre dels ingressos i despeses que realitzava; a partir de 1578, però, un acord municipal va obligar els successius clavaris a dur un llibre on assentar els pagaments efectuats per facilitar la fiscalització de la tresoreria als oïdors de comptes.

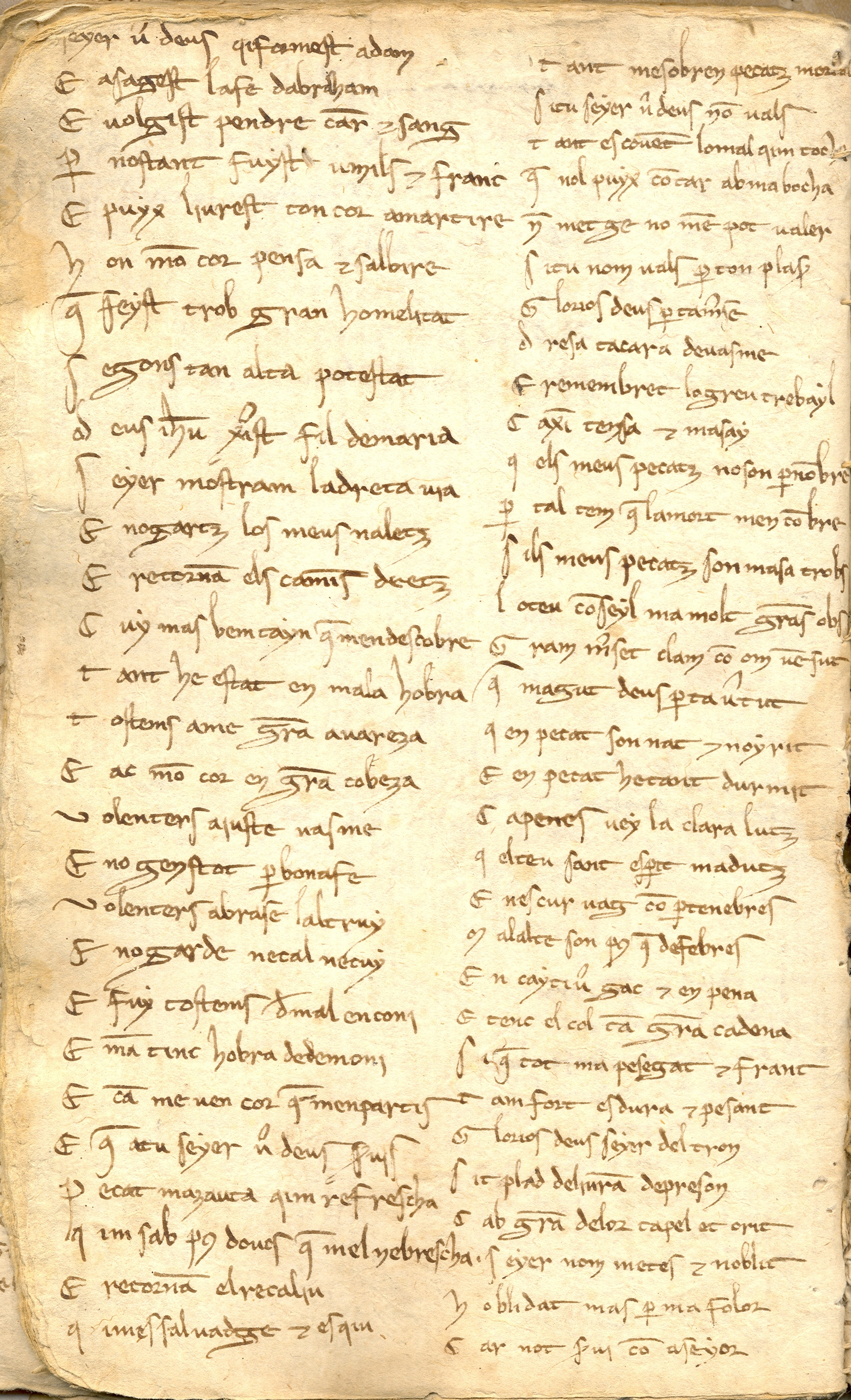
Manual de l'escrivania de Santa Pau
Els llibres notarials, els quaderns o volums en paper on els notaris enregistraven els documents que elaboraven, són una font documental de primer ordre. Aquests llibres, que van néixer de la necessitat de disposar de documents públics ("instrumenta") validats per un fedatari que regularitzessin els tractes entre particulars, proporcionen una gran quantitat d'informació a historiadors, historiadors de l'art, filòlegs i genealogistes, especialment. En el fons de l'escrivania de la baronia de Santa Pau s'han conservat els llibres notarials més antics de la comarca i dels més antics de Catalunya. En un d'ells, que conté assentaments datats entre 1272 i 1283, s'han identificat dos textos en català: unes notes sobre terapèutica i religió i un poema religiós. Aquest poema és una versió catalana de la poesia religiosa en occità "Senher Dieu[s], que fezist Adam", de Folquet de Marsella (Marsella, ?-Tolosa de Llenguadoc, 1230), copiada en un moment de lleure per l'escrivà Bernat de Girona, per ordre del capellà de Sant Esteve de Llémena, anomenat Bufanbora.
Donació "inter vivos" del mas Fàbrega dels Angles

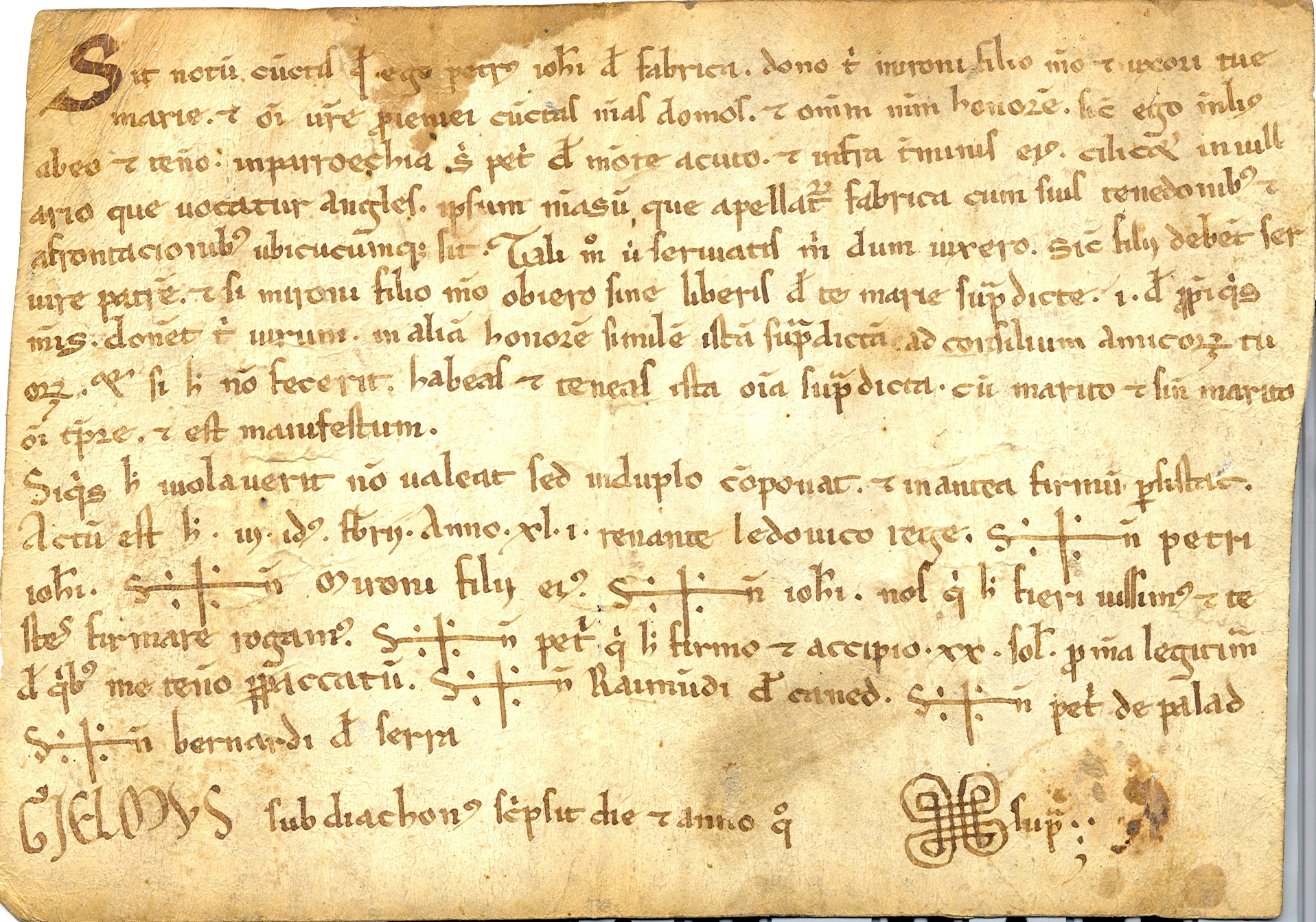
Donació "inter vivos" del mas Fàbrega dels Angles, de Montagut

La utilització del pergamí com a suport habitual de l'escriptura a Occident se situa entre la pràctica desaparició del papir (s. VIII) i el triomf definitiu del paper (segle xv). Gràcies a la duresa d'aquest suport, confeccionat a partir de pell prima d'ovella o de cabra, s'han pogut conservar molts documents públics i privats de l'edat mitjana sense els quals avui no seria possible conèixer la majoria d'aspectes de l'economia, la cultura i la política anteriors a l'aparició del paper i a la difusió de la impremta. Els pergamins més antics de la comarca de la Garrotxa es van generar i s'han conservat en medis eclesiàstics, tant a la seu episcopal com a les abadies properes, on els escrivans es formaven i exercien la seva feina abans de l'aparició de les notaries públiques. En molts fons patrimonials, però, també es poden trobar pergamins d'una certa antiguitat. Solen ser documents particulars que han anat passant per les mans dels successius hereus d'una família establerta en un mas i que els han conservat per fonamentar els seus drets de propietat sobre edificis i terres. En el fons de la família olotina Casabó, per exemple, es pot trobar aquest pergamí de l'any 1178, datat encara per l'any de regnat del rei de França i un dels més antics que es custodien a l'Arxiu, que certifica la cessió del mas Fàbrega dels Angles, a Montagut, efectuada per Pere Joan de Fàbrega al seu fill Miró i a l'esposa d'aquest, Maria.

## Serveis
La documentació conservada a l'Arxiu Comarcal de la Garrotxa és de consulta lliure amb finalitats d'investigació, llevat de les reserves previstes en la llei i en els convenis de cessió de documents. L'Arxiu disposa d'una sala de consulta de documents amb 16 punts de lectura, equipada amb Wi-Fi, ordinadors públics i reproductors de DVD. En la mateixa sala hi ha la biblioteca auxiliar, amb obres de referència i d'àmbit comarcal. L'Arxiu Comarcal de la Garrotxa disposa també d'una sala polivalent, amb capacitat per a 60 persones, per a conferències, presentacions de llibres, cursos, exposicions i altres activitats de difusió.
L'Arxiu és el cogestor (juntament amb l'Institut de Cultura de la Ciutat d'Olot) de la Beca Ernest Lluch de Ciències Socials i Humanes, que es lliura anualment a la ciutat.
Per altra banda, manté col·laboracions amb els instituts d'ensenyament secundari de la comarca mitjançant l'oferta de visites comentades a les instal·lacions de l'arxiu i sessions d'introducció a la investigació. Finalment, desenvolupa una tasca d'organització d'exposicions.

## Publicacions
L'arxiu publica la revista Estudis Històrics de la Garrotxa, de caràcter monogràfic, i el butlletí mensual El Cartipàs, dedicat a la divulgació del patrimoni documental i bibliogràfic de la Garrotxa (amb l'Institut de Cultura de la Ciutat).